# Steve Webb (Eishockeyspieler)
Stephen „Steve“ Webb (* 20. April 1975 in Peterborough, Ontario) ist ein ehemaliger kanadischer Eishockeyspieler, der im Verlauf seiner aktiven Karriere zwischen 1992 und 2004 unter anderem 335 Spiele für die New York Islanders und Pittsburgh Penguins in der National Hockey League (NHL) auf der Position des rechten Flügelstürmers bestritten hat. Darüber hinaus absolvierte Webb, der den Spielertyp eines Enforcers verkörperte, über 130 Partien in der American Hockey League (AHL).

## Karriere
Webb verbrachte seine Juniorenzeit zwischen 1992 und 1995 in der Ontario Hockey League (OHL). Zunächst war der Flügelstürmer in der Saison 1992/93 für die Windsor Spitfires aktiv, die ihn im Sommer 1992 in der OHL Priority Selection ausgewählt hatten. Kurz nach dem Beginn der folgenden Spielzeit wechselte er innerhalb der Liga zu den Peterborough Petes, womit er beim Team aus seiner Geburtsstadt Peterborough unter Vertrag stand. Nach Abschluss des Spieljahres wurde Webb im NHL Entry Draft 1994 in der siebten Runde an 176. Stelle von den Buffalo Sabres aus der National Hockey League (NHL) ausgewählt. In Folge seines dritten Jahres bei den Junioren wechselte der Offensivspieler schließlich in den Profibereich.
Da die Buffalo Sabres allerdings von der Verpflichtung ihres Draftpicks absahen, fand sich Webb in der Saison 1995/96 zunächst in der Colonial Hockey League (CoHL) wieder, wo er für die Muskegon Fury auflief. Sein physisch geprägter Spielstil gepaart mit seinen Qualitäten im Offensivspiel – er sammelte 42 Scorerpunkte in 58 Begegnungen – bescherten ihm im Saisonverlauf auch vier Einsätze in der höherklassigen International Hockey League (IHL) bei den Detroit Vipers. Darüber hinaus erhielt er im Oktober 1996 als Free Agent einen Vertrag bei den New York Islanders aus der NHL, nachdem Buffalo weiterhin von einem Vertragsangebot abgesehen hatte und die Transferrechte an ihm somit zwei Jahre nach dem Draft erloschen waren.
In Diensten der Islanders stand der Kanadier insgesamt sieben Spielzeiten. Nachdem er in den ersten drei Jahren zunächst zwischen dem NHL-Kader New Yorks und denen der Farmteams Kentucky Thoroughblades (1996–1998) und Lowell Lock Monsters (1998–1999) aus der American Hockey League (AHL) gependelt war, erhielt er zur Spielzeit 1999/2000 den lang erhofften Stammplatz in der NHL. Diesen behielt der Angreifer auch über die folgende Saison hinaus, in der er aufgrund einer Knieverletzung nur 31-mal zum Einsatz kam. Nachdem sein Vertrag am Ende der Saison 2002/03 ausgelaufen war, erhielt er im Oktober 2003 – erneut als Free Agent – einen Vertrag bei den Philadelphia Flyers. Dort kam er allerdings nicht ins NHL-Aufgebot, da er beim nötigen Gang über die Waiver-Liste von den Pittsburgh Penguins ausgewählt wurde. Mit der Ausnahme von fünf Spielen für Pittsburgh verbrachte er das Spieljahr bis zum März 2004 bei deren Kooperationspartner Wilkes-Barre/Scranton Penguins in der AHL, ehe er durch einen Transfer zu den New York Islanders zurückkehrte. Diese hatten ihn gegen Verteidiger Alain Nasreddine eingetauscht. Webb absolvierte bis zum Saisonende elf Spiele für die Isles sowie zwölf weitere für deren AHL-Farmteam Bridgeport Sound Tigers, ehe er seine Karriere am Saisonende im Alter von 29 Jahren aufgrund chronischer Schmerzen für beendet erklärte.

## Karrierestatistik
(Legende zur Spielerstatistik: Sp oder GP = absolvierte Spiele; T oder G = erzielte Tore; V oder A = erzielte Assists; Pkt oder Pts = erzielte Scorerpunkte; SM oder PIM = erhaltene Strafminuten; +/− = Plus/Minus-Bilanz; PP = erzielte Überzahltore; SH = erzielte Unterzahltore; GW = erzielte Siegtore; 1 Play-downs/Relegation; Kursiv: Statistik nicht vollständig)